# Proopiomelanokortin

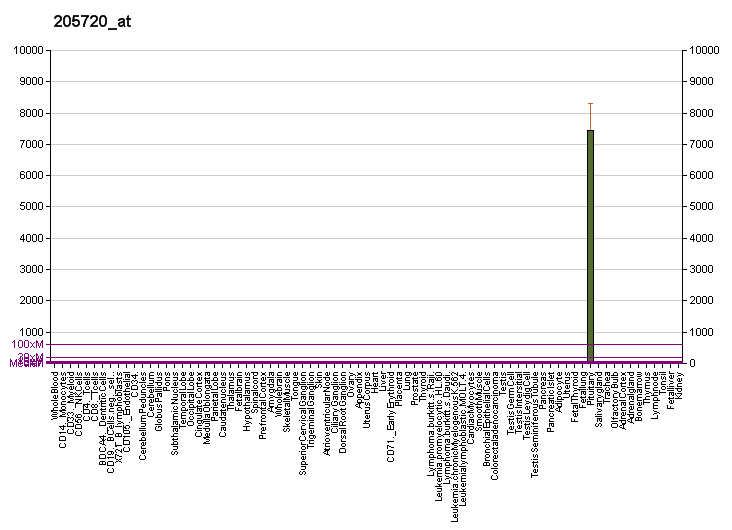
schéma genové exprese POMC

Proopiomelanokortin (POMC) je prekurzorový polypeptid obsahující 241 aminokyselinových zbytků. POMC se syntetizuje v hypofýze z pre-proopiomelanokortinu (pre-POMC), prekurzorového polypeptidu složeného z 285 aminokyselin, přičemž po translaci se odstraní sekvence 44 aminokyselin signálních peptidů.

## Funkce
POMC se štěpí a vzniká více peptidových hormonů. Každý z těchto peptidů je zabalen do velkých vezikul s jádrem o velké hustotě, které se v reakci na vhodnou stimulaci uvolňují z buněk exocytózou:
- α-MSH (melanocyty stimulující hormon) produkovaný neurony v obloukovém jádře (nucleus arcuatus) hraje důležitou roli při regulaci chuti k jídlu (neuronová stimulace POMC vede k pocitu sytosti[1]) a sexuálního chování, zatímco α-MSH vylučovaný ze středního laloku hypofýzy reguluje produkci melaninu.
- ACTH je peptidový hormon, který reguluje sekreci glukokortikoidů z kůry nadledvin.
- β-endorfin a [Met]enkefalin jsou endogenní opioidní peptidy, které na mozek působí v mnoha ohledech.

## Syntéza
Gen POMC se nachází na chromozomu 2p23.3 a je exprimován jak v předním, tak i ve středním laloku hypofýzy. Tento gen kóduje prekurzor hormonu polypeptidu s 285 aminokyselinami, který podstupuje rozsáhlé tkáňově specifické posttranslační zpracování štěpením enzymy podobnými subtilisinu známými jako prohormon konvertázy. Tento kódovaný protein se syntetizuje hlavně v kortikotrofních buňkách předního laloku hypofýzy, kde se využívají čtyři místa štěpení. Hlavními koncovými produkty jsou adrenokortikotropin (ACTH), který je nezbytný pro normální steroidogenezi a udržení normální adrenální hmotnosti a β-lipotropin. V rámci polypeptidového prekurzoru však existuje alespoň osm potenciálních míst štěpení a v závislosti na typu tkáně a dostupných konvertázách může při zpracování vzniknout až deset biologicky aktivních peptidů, které jsou zapojené do různých buněčných funkcí. Místa štěpení se skládají ze sekvencí Arg-Lys, Lys-Arg nebo Lys-Lys. Enzymy zodpovědné za zpracování peptidů POMC zahrnují prohormon konvertázu 1 (PC1), prohormon konvertázu 2 (PC2), karboxypeptidázu E (CPE), peptidyl α-amidující monooxygenázu (PAM), N-acetyltransferázu (N-AT) a prolylkarboxypeptidázu (PRCP).
Zpracování POMC zahrnuje glykosylace, acetylace a rozsáhlé proteolytické štěpení v místech, kde se zjistilo, že obsahují oblasti základních proteinových sekvencí. Nicméně proteázy, které tato místa štěpení rozpoznávají, jsou pro každou tkáň specifické. V některých tkáních, včetně hypotalamu, placenty a epitelu, lze použít všechna místa štěpení, což vede ke vzniku peptidů, které hrají roli při udržování homeostázy bolesti a energie, stimulaci melanocytů a imunitní modulaci. Zahrnují několik různých melanotropinů, lipotropinů a endorfinů, které se nacházejí v adrenokortikotropinových a β-lipotropinových peptidech.
POMC syntetizují:
- Kortikotropní buňky předního laloku hypofýzy
- Melanotropní buňky středního laloku hypofýzy
- Neurony v obloukovém jádře hypotalamu[2]
- Menší počet neuronů v dorzomediálním hypotalamu a mozku
- Melanocyty v kůži

## Deriváty
Velká molekula POMC je zdrojem několika důležitých biologicky aktivních látek. POMC lze enzymaticky štěpit na následující peptidy:
- ''N''-koncový peptid proopiomelanokortinu (NPP nebo pro-γ-MSH)
- α-melanotropin (α-melanocyty stimulující hormon nebo α-MSH)
- β-melanotropin (β-MSH)
- γ-melanotropin (γ-MSH)
- δ-melanocyty stimulující hormon (δ-MSH, přítomný u žraloků)
- ε-melanocyty stimulující hormon (ε-MSH, přítomný u některých ryb infratřídy Kostnatí[3])
- Kortikotropin (adrenokortikotropní hormon nebo ACTH)
- Peptid středního laloku podobný kortikotropinu (CLIP)
- β-lipotropin (β-LPH)
- Gamma lipotropin (γ-LPH)
- β-endorfin
- [Met]Enkefalin

Přestože je 5 N-koncových aminokyselin β-endorfinu totožných se sekvencí [Met]enkefalinu, obecně se nepředpokládá, že se β-endorfin konvertuje na [Met]enkefalin. Místo toho se [Met]enkefalin vytváří z vlastního prekurzoru – proenkefalinu A.
K tvorbě β-MSH dochází u lidí, ale ne u myší nebo potkanů, což je způsobeno tím, že se u hlodavců nevyskytuje enzymatické místo zpracování POMC.

## Klinický význam
Mutace v tomto genu byly spojeny s časným nástupem obezity, adrenální nedostatečností a pigmentací červených vlasů.
Autoři jedné studie dospěli k závěru, že polymorfismus byl s vyššími hladinami inzulínu nalačno spojen pouze u obézních pacientů. Tato zjištění podporují hypotézu, že dráha melanokortinu může u obézních subjektů modulovat metabolismus glukózy, což naznačuje možnou interakci genu a prostředí. Varianta POMC může být zapojena do přirozené anamnézy polygenní obezity, což přispívá k podpoření teorie o spojitosti mezi diabetem typu 2 a obezitou.

## Psi
Detekční mutace, která se vyskytuje u psů plemen labradorský retrívr a flat coated retrívr, je spojena se zvýšeným zájmem o potravu a následnou obezitou.

## Lékový cíl
Dva lidé s deficiencí POMC byli léčeni setmelanotidem, což je agonista receptoru melanokortinu-4.

## Interakce
Ukázalo se, že proopiomelanokortin interaguje s receptorem melanokortinu 4.